# Kraftwerk
Kraftwerk (niem. „siłownia” (w znaczeniu: „elektrownia”), wymowa: [ˈkʁaftvɛɐk]) – niemiecki zespół tworzący muzykę elektroniczną, wywodzący się ze sceny krautrockowej, założony w 1970 roku przez Ralfa Hüttera i Floriana Schneidera. Od połowy lat 70. do połowy lat 80. do grupy należeli także Wolfgang Flür i Karl Bartos, tworząc tym samym kwartet uznawany za „klasyczny” skład Kraftwerk.
Początkowo zespół nagrywał wyłącznie w języku niemieckim, a od 1977 do 1991 roku albumy Kraftwerk ukazywały się zawsze w dwóch wersjach językowych: niemieckiej i angielskiej. Dodatkowo zespół tworzył francuskie, hiszpańskie i japońskie wersje niektórych piosenek. Wiele utworów grupy zawierało też wstawki nagrane po włosku i rosyjsku, oraz w wyżej wymienionych językach. Większość płyt Kraftwerk to tzw. albumy koncepcyjne poświęcone różnym środkom transportu i będące refleksją nad wpływem urządzeń technologicznych na człowieka.
Kraftwerk uznawany jest za jedną z najbardziej wpływowych grup w historii muzyki, której utwory inspirowały rzesze twórców synth popu, electro, techno, a także new wave. Zespół tworzył bardzo awangardowe, zwłaszcza jak na standardy lat 70. i 80., eksperymentalne kompozycje, dzięki którym uznawany jest za pioniera muzyki elektronicznej, a członkowie grupy postrzegani są jako „ojcowie chrzestni” tego gatunku. Za najpopularniejszy utwór grupy uważa się „Das Model” („The Model”) wydany w roku 1978, który stał się międzynarodowym przebojem w 1982 roku.

## Historia
Florian Schneider i Ralf Hütter poznali się w późnych latach 60. jako studenci uniwersytetu muzycznego im. Roberta Schumanna w Düsseldorfie. Wspólnie udzielali się na scenie niemieckiej muzyki eksperymentalnej, nazywanej „krautrockiem”. Występowali w kwintecie o nazwie Organisation, który w 1970 roku wydał swój jedyny album Tone Float i wkrótce po tym rozwiązał się.

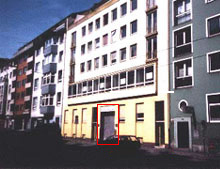
Wejście do Kling Klang Studio w Düsseldorfie, gdzie powstały wszystkie dotychczasowe albumy Kraftwerk

W pierwotnym składzie Kraftwerk, oprócz Schneidera i Hüttera, znaleźli się Klaus Dinger i Andreas Hohmann. Pierwsza płyta, zatytułowana po prostu Kraftwerk, zawierała wyłącznie instrumentalne nagrania, powstałe przy użyciu takich instrumentów jak gitara, perkusja, skrzypce czy flet. Została nagrana we własnym studio muzycznym zespołu o nazwie Kling Klang, znajdującym się na Mintropstraße w Düsseldorfie, gdzie miały powstawać wszystkie kolejne dzieła Kraftwerk. Wydany w listopadzie 1970 roku album spotkał się ze średnim sukcesem w Niemczech. W zespole krótko występował gitarzysta Michael Rother, jednak w 1971 roku razem z Dingerem odszedł z Kraftwerk, by założyć formację Neu!. W tym samym roku na kilka miesięcy Kraftwerk opuścił także Ralf. Na początku 1972 roku wydana została kolejna, również instrumentalna płyta, Kraftwerk 2. Podobnie jak poprzednia, była umiarkowanym sukcesem na niemieckiej liście sprzedaży. Przez pewien czas Kraftwerk istniał jako duet, a w maju 1973 zagrał swój pierwszy zagraniczny koncert, w Paryżu. Jesienią 1973 roku ukazał się album Ralf und Florian, szerzej wykorzystujący syntezatory i automaty perkusyjne, a także po raz pierwszy zawierający wokal. Wkrótce do zespołu dołączył Wolfgang Flür.
Przełomowym dla zespołu momentem było wydanie płyty Autobahn w 1974 roku, z tytułową elektroniczną suitą, trwającą ponad 22 minuty. Kompozycja „Autobahn” miała w zamyśle autorów oddawać monotonię długich podróży tytułowymi autostradami Nadrenii. Płyta prezentowała szeroki rozwój muzyczny zespołu: zastosowano na niej rozbudowane partie wokalne, a brzmieniowo czerpała już w większości z dźwięków wygenerowanych elektronicznie. Album przyniósł grupie prawdziwą międzynarodową popularność, plasując się w pierwszej piątce list sprzedaży w USA i Wielkiej Brytanii, a także w top 10 w Niemczech i Australii. Podczas trasy koncertowej promującej płytę Autobahn ukształtował się skład zespołu, uważany dziś za klasyczny: Ralf Hütter, Florian Schneider, Wolfgang Flür i Karl Bartos. Z grupą blisko współpracował także artysta Emil Schult, który mimo iż nie był oficjalnym członkiem zespołu, to przez wiele lat dbał o oprawę graficzną płyt i pełnił funkcję menedżera, okazjonalnie biorąc udział w pisaniu utworów. Jesienią 1975 światło dzienne ujrzał kolejny krążek, Radio-Aktivität, wydany międzynarodowo pod tytułem Radio-Activity. Tytuł albumu był grą słowną nawiązującą zarówno do radioaktywności jak i komunikacji radiowej. Choć nie sprzedał się tak dobrze jak poprzednie wydawnictwo, to singel tytułowy cieszył się dużą popularnością we Francji.

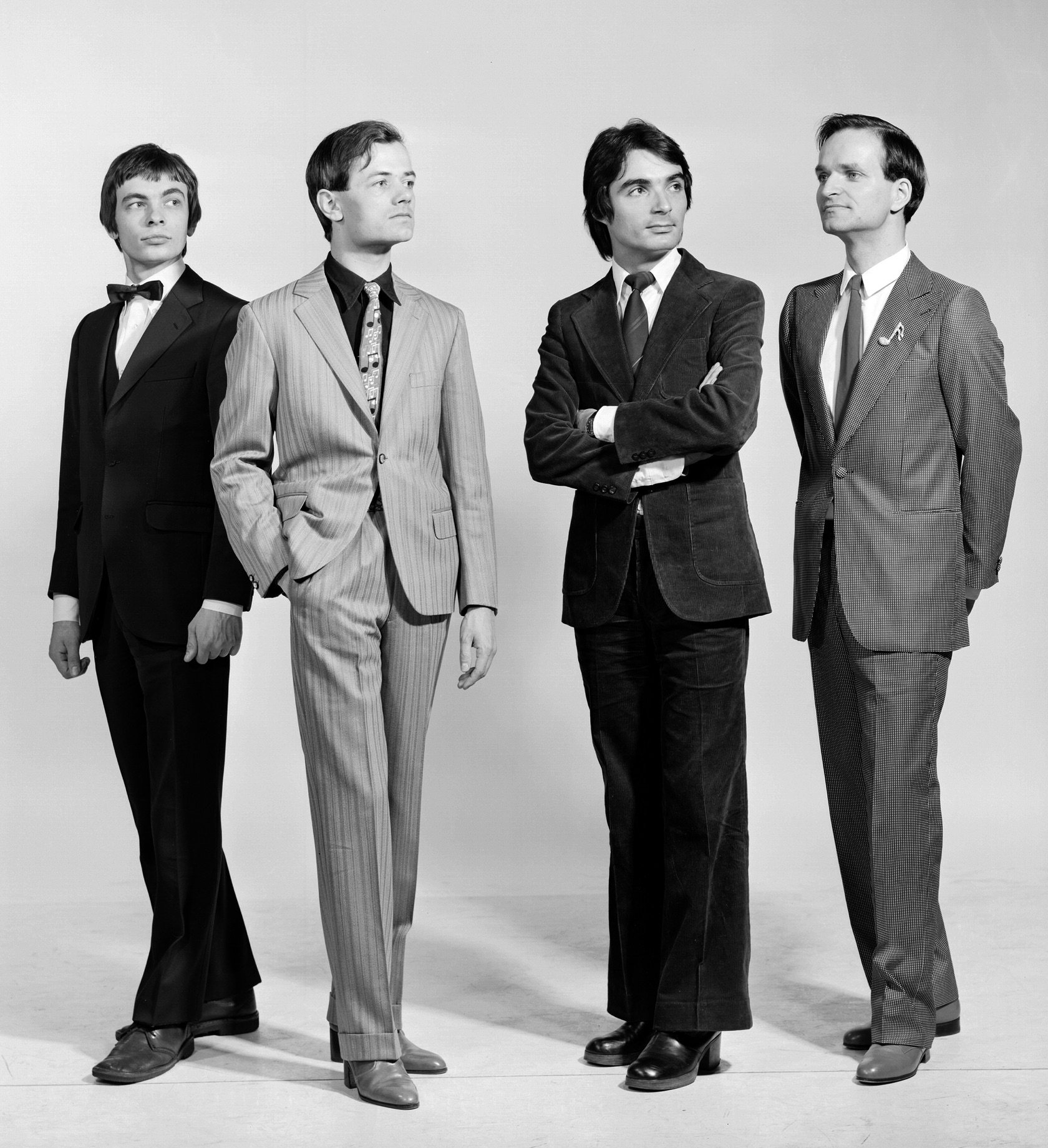
Klasyczny skład zespołu: Karl Bartos, Ralf Hütter, Wolfgang Flür i Florian Schneider

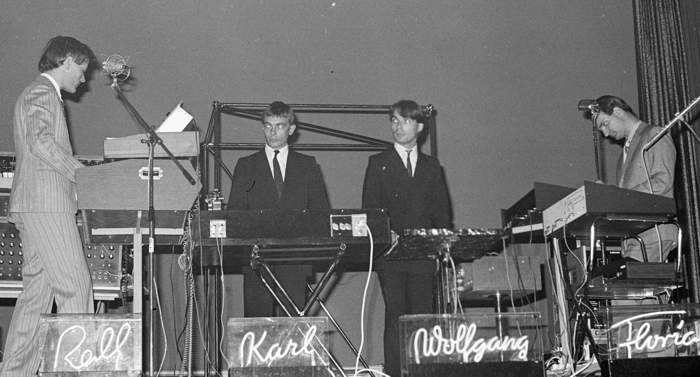
Kraftwerk podczas koncertu w Zurychu, 1976

W 1976 roku zespół rozpoczął prace nad kolejnym albumem, Trans Europa Express, uznawanym za jeden z najważniejszych w dyskografii zespołu. Tematycznie był on hołdem dla pociągów ekspresowych Trans-Europ-Express (TEE) i odnosił się do osiągnięć kultury europejskiej, w tym prądów takich jak ekspresjonizm i futuryzm. Płyta została także nagrana po angielsku jako Trans-Europe Express i zapoczątkowała zwyczaj wedle którego zespół tworzył niemiecko- jak i anglojęzyczne wersje swoich albumów. Wydana w 1977 roku, spotkała się z sukcesem komercyjnym, a tytułowe nagranie trafiło na listy przebojów w Europie i USA. Wiosną 1978 roku na rynku pojawił się siódmy album Kraftwerk, Die Mensch-Maschine (ang. The Man-Machine), poruszający temat relacji człowieka z maszynami, który miał stać się kolejnym przełomowym momentem w karierze grupy. Zespół zorganizował dwa koncerty promujące album: w Paryżu i Nowym Jorku. Członkowie zespołu nie wystąpili na nich jednak osobiście – zamiast nich na scenie pojawiły się roboty. Były one tak wiernie odwzorowane na muzykach, że publiczność nie spostrzegła tego od razu. Nagranie „Die Roboter” („The Robots”) posłużyło jako pierwszy singel promujący album i osiągnęło średni sukces na listach. Płyta Die Mensch-Maschine osiągnęła spory sukces na międzynarodowych notowaniach, a jako kolejne single wydano „Das Model” i „Neon Lights”.
Po kilku latach pracy nad nowym materiałem Kraftwerk powrócił w 1981 roku płytą Computerwelt (ang. Computer World). Tematyką albumu były komputery, w tamtym czasie ogrywające coraz większą rolę w życiu człowieka. Z płyty pochodził popularny singel „Taschenrechner”, nagrany i wykonywany na żywo w kilku wersjach językowych, m.in. jako „Pocket Calculator” po angielsku i „Dentaku” po japońsku. Album Computerwelt był kolejnym międzynarodowym sukcesem, a zespół wyruszył w swoje pierwsze światowe tournée, udzielając ok. 90 koncertów w Europie, Ameryce Północnej, Azji i Australii, w tym siedem razy występując w Polsce. Latem 1981 zespół wydał singel „Computer Love” z nagraniem „The Model” na stronie B, który uplasował się w top 40 na brytyjskiej liście sprzedaży. Kiedy didżeje radiowi zaczęli bardziej interesować się nagraniem ze strony B, wytwórnia EMI zdecydowała się pod koniec roku wydać singel ponownie, tym razem umieszczając „The Model” na stronie A. Na początku 1982 roku piosenka zdobyła szczyt listy singlowej w Wielkiej Brytanii i top 10 w Niemczech, stając się największym przebojem Kraftwerk. Wkrótce na brytyjskie zestawienia trafił w końcu album Trans-Europe Express i singel „Showroom Dummies”.
Wydanie kolejnej płyty Kraftwerk, zatytułowanej Techno Pop, zapowiedziano na rok 1983. Wydany został nawet pierwszy singel, „Tour de France”, który powstał na zamówienie francuskiej telewizji publicznej i dyrekcji kolarskiego wyścigu dookoła Francji Tour de France jako motyw przewodni wydarzenia. Piosenka osiągnęła sukces na międzynarodowych listach przebojów, choć wydanie Techno Pop zostało wstrzymane ze względu na poważny wypadek rowerowy Ralfa Hüttera, przez który tkwił on w śpiączce. Mimo to, większość nagrań pojawiła się jednak w zmienionych wersjach na kolejnej płycie, Electric Cafe z 1986 roku. Był to ostatni album nagrany w klasycznym składzie Hütter-Schneider-Flür-Bartos, a zarazem pierwszy stworzony w systemie cyfrowym. Wydawnictwo promowały dwa single, w tym „Musique Non Stop”, któremu towarzyszył nowatorski teledysk. Album nie powtórzył jednak sukcesu poprzednich płyt zespołu i otrzymał mieszane recenzje. W 1987 roku z zespołu odszedł Wolfgang Flür, którego zastąpił Fritz Hilpert.

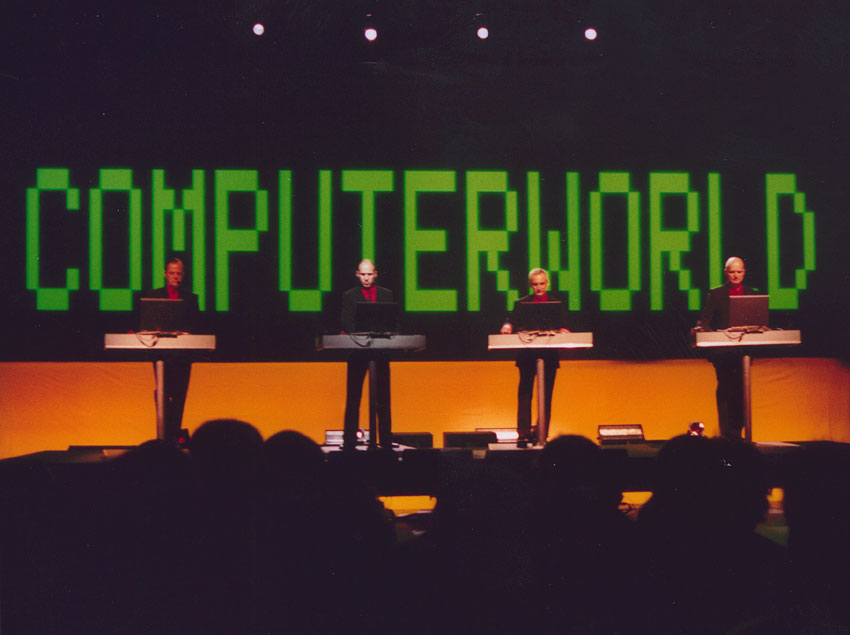
Kraftwerk podczas koncertu w Sztokholmie, 2004

W 1990 roku z grupy odszedł Karl Bartos, a po roku do Kraftwerk na krótko dołączył Fernando Abrantes, którego z kolei zastąpił wkrótce Henning Schmitz, współpracujący z Kraftwerk od dawna. Tak uformowany skład zespołu utrzymał się przez następne 17 lat. W 1991 roku ukazała się płyta z remiksami starszych utworów, zatytułowana The Mix, którą promowały nowe wersje „Die Roboter” i „Radioaktivität”. Spotkała się ona z mieszanym przyjęciem ze strony fanów i krytyków, głównie ze względu na brak premierowych kompozycji. Po wydaniu tej kompilacji nastąpiła kilkuletnia przerwa zespołu w wydawaniu nowego materiału. Zespół wciąż sporadycznie koncertował, w drugiej połowie lat 90. m.in. występując pierwszy raz od kilkunastu lat w Japonii i USA. Kilka nowych utworów zostało wykonanych podczas koncertów w tamtym okresie, jednak nie zostały one nigdy oficjalnie wydane. W 1999 roku zespół wznowił singel „Tour de France” na nośniku kompaktowym i skomponował dżingiel na wystawę światową Expo 2000 w Hanowerze. Media odnotowały fakt, że Hütter i Schneider otrzymali za swoją pracę wysoką sumę 400 tysięcy marek. Na bazie dżingla powstał później singel „Expo 2000”, który spotkał się ze względnym sukcesem na listach sprzedaży. Wolfgang Flür opublikował autobiografię pt. Kraftwerk: Ich war ein Roboter, która wzbudziła sporo kontrowersji.
Kolejny studyjny album z premierowym materiałem, Tour de France Soundtracks, został wydany latem 2003 roku i był rozwinięciem powstałego 20 lat wcześniej projektu. Płyta zebrała pozytywne opinie i spotkała się z sukcesem komercyjnym w Europie, będąc pierwszym numerem 1 Kraftwerk na niemieckiej liście sprzedaży. Krążek promowały single „Tour de France 2003” i „Aerodynamik”, które osiągnęły średni sukces w międzynarodowych notowaniach. W tym samym roku zespół wyruszył w długą, trwającą z przerwami dziesięć miesięcy trasę koncertową. W roku 2005 grupa wydała pierwszy w swojej dyskografii album koncertowy, Minimum-Maximum, wraz z towarzyszącym DVD, składający się z utworów nagranych podczas tournée z poprzedniego roku. Album spotkał się z sukcesem na listach i pozytywnym odbiorem krytyków otrzymując także nominację do nagrody Grammy w kategorii na najlepszy album elektroniczny lub taneczny.
W kwietniu 2008 zespół rozpoczął kolejną serię koncertów, dając występy m.in. w Irlandii, na Ukrainie oraz w Krakowie, gdzie trzema koncertami w hucie im. T. Sendzimira uświetnił festiwal Sacrum Profanum, poświęcony współczesnej muzyce niemieckiej. Florian Schneider nie brał udziału w żadnym z koncertów i opuścił grupę jeszcze w tym samym roku, pozostawiając Ralfa Hüttera jako jedynego członka oryginalnego składu Kraftwerk. Zastąpił go Stefan Pfaffe, technik odpowiedzialny za wizualizacyjną stronę koncertów. W roku 2009 Kraftwerk zagrał serię koncertów wykorzystujących technologię trójwymiarową, a w połowie roku zespół przeniósł swoje studio nagraniowe Kling Klang do Meerbusch, miasta położonego ok. 10 km na zachód od Düsseldorfu. Jesienią 2009 osiem albumów zespołu z lat 1974–2003 ukazało się w wersjach zremasterowanych, dostępnych także w formie boxu Der Katalog (ang. The Catalogue).

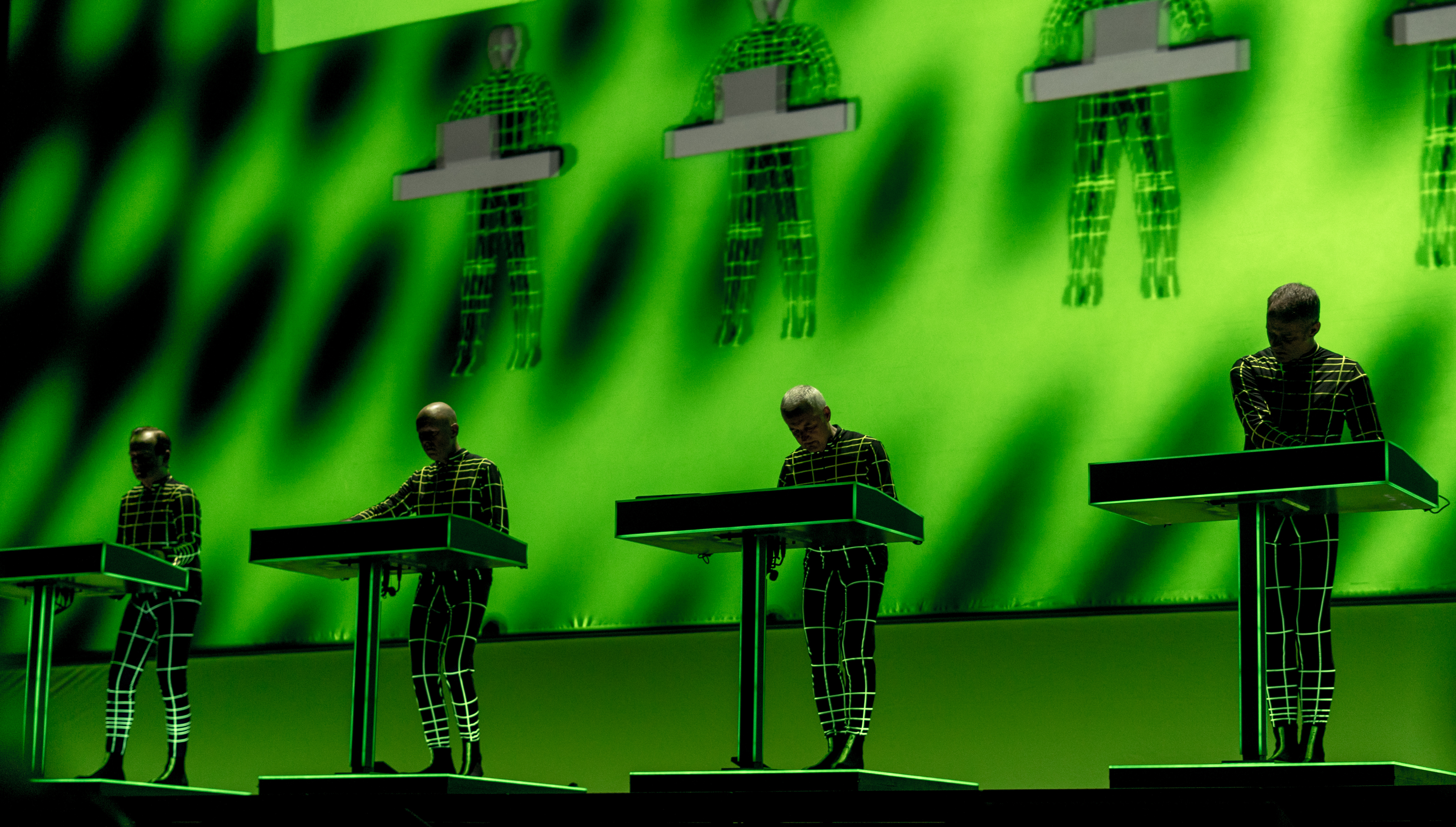
Kraftwerk podczas występu w Londynie, 2017

Stefan Pfaffe rozstał się z zespołem w 2012 roku, a jego stanowisko objął Falk Grieffenhagen. W kwietniu 2012 roku w nowojorskim Muzeum Sztuki Nowoczesnej zespół dał serię koncertów pt. Retrospective 1 2 3 4 5 6 7 8, w ramach której przez osiem kolejnych dni wykonywał chronologicznie swoje albumy w całości, od Autobahn do Tour de France Soundtracks. Występy zostały wyprzedane, a projekt powtórzono w lutym 2013 w londyńskiej galerii sztuki Tate Modern, gdzie również spotkał się on z olbrzymim zainteresowaniem. Na początku 2014 roku Kraftwerk otrzymał Grammy Lifetime Achievement Award za całokształt twórczości, a rok później płytę Autobahn włączono do Grammy Hall of Fame. W międzyczasie zespół regularnie koncertował, a zwieńczeniem tego okresu był drugi album koncertowy, wielopłytowy 3-D Der Katalog (ang. 3-D The Catalogue), wydany w maju 2017. Wydawnictwo spotkało się z sukcesem na listch i pozytywnym odbiorem krytyków, a w 2018 zostało uhonorowane nagrodą Grammy za „najlepszy album elektroniczny lub taneczny”.
W kwietniu 2020 Florian Schneider zmarł wskutek choroby nowotworowej. W lipcu niemieckojęzyczne wersje płyt Kraftwerk po raz pierwszy zostały światowo udostępnione w serwisach streamingowych, a w grudniu ukazała się nowa kompilacja z remiksami pt. Remixes. W 2021 zespół został wprowadzony do Rock and Roll Hall of Fame.

## Wpływ na muzykę popularną
Zespół Kraftwerk wywarł wpływ na szerokie grono artystów wykonujących różne gatunki muzyczne. W latach 70. twórczością kwartetu w dużej mierze inspirował się David Bowie, czemu dał wyraz na trzech płytach tworzących tzw. „trylogię berlińską”. Były to albumy Low, „Heroes” i Lodger, wydane w latach 1977–1979. Muzyką Kraftwerk zainspirował się też hip-hopowiec Afrika Bambaataa, tworząc utwór „Planet Rock”, który wykorzystywał sample z „Trans-Europe Express” i „Numbers”. Twórczość zespołu stanowiła przede wszystkim inspirację dla szeregu twórców synth popu przełomu lat 70. i 80., takich jak Gary Numan, OMD, Depeche Mode, Modern Talking, The Human League, Ultravox, Erasure, Pet Shop Boys, Soft Cell, Eurythmics czy Visage, dając w konsekwencji początek takim gatunkom jak techno, house, drum and bass, elektronicznej muzyce tanecznej i wszelkim formom muzyki industrialnej. Kraftwerk przypisuje się jako inspirację nawet dla artystów z pogranicza punk rocka i alternatywy, takich jak Blondie, Joy Division, Björk, Nine Inch Nails, LCD Soundsystem czy Radiohead.

## Skład zespołu

### Obecny skład
Źródło:
- Ralf Hütter (od 1970) – wokal wiodący, vocoder, syntezatory, organy, perkusja, gitara basowa, pianino
- Fritz Hilpert (od 1987) – perkusja elektroniczna
- Henning Schmitz (od 1991) – perkusja elektroniczna, instrumenty klawiszowe
- Falk Grieffenhagen (od 2012) – wizualizacje

### Byli członkowie
- Florian Schneider (zmarły) (1970–2008) – syntezatory, wokal wspierający, wokal generowany komputerowo, vocoder, flet elektroniczny i akustyczny, saksofon, perkusja, gitara elektryczna, skrzypce
- Klaus Dinger (zmarły) (1970–1971) – bębny
- Andreas Hohmann (1970) – bębny
- Michael Rother (1971) – gitara elektryczna
- Wolfgang Flür (1973–1987) – perkusja elektroniczna
- Klaus Röder (1974) – gitara elektryczna, skrzypce elektroniczne
- Karl Bartos (1975–1990) – perkusja elektroniczna, wibrafon, instrumenty klawiszowe
- Fernando Abrantes (1991) – perkusja elektroniczna, syntezatory
- Stefan Pfaffe (2008–2012) – wizualizacje

## Dyskografia
- 1970: Kraftwerk
- 1972: Kraftwerk 2
- 1973: Ralf und Florian (ang. Ralf and Florian)

(pierwsze trzy albumy nie są uznawane przez Kraftwerk w swojej dyskografii)
- 1974: Autobahn
- 1975: Radio-Aktivität (ang. Radio-Activity)
- 1977: Trans Europa Express (ang. Trans-Europe Express)
- 1978: Die Mensch-Maschine (ang. The Man-Machine)
- 1981: Computerwelt (ang. Computer World)
- 1986: Electric Cafe
- 1991: The Mix
- 2003: Tour de France Soundtracks